# Tống Anh Tông
Tống Anh Tông (chữ Hán: 宋英宗, 16 tháng 2, 1032 - 25 tháng 1, 1067), thụy hiệu đầy đủ Thể Càn Ứng Lịch Long Công Thịnh Đức Hiến Văn Túc Vũ Duệ Thánh Tuyên Hiếu hoàng đế (體乾應歷隆功盛德憲文肅武睿聖宣孝皇帝), tên thật là Triệu Tông Thực (趙宗實), hay Triệu Thự (趙曙), là vị Hoàng đế thứ năm của vương triều Bắc Tống trong lịch sử Trung Quốc. Ông là hoàng tằng tôn của Tống Thái Tông, được phong làm Trữ quân kế vị cho hoàng thúc là Tống Nhân Tông vốn không có hoàng tử. Sau khi Nhân Tông từ trần năm 1063, ông trở thành hoàng đế nhà Tống. Trong 4 năm ở ngôi, ông chỉ sử dụng 1 niên hiệu là Trị Bình (治平).
Tuy chỉ trị vì trong thời gian ngắn ngủi, nhưng Tống Anh Tông đã lập được nhiều thành tích đáng kể cho vương triều: ổn định chính sự trong nước, phát động biên soạn Thông giám và bên ngoài hòa hảo với Tây Hạ. Về tình hình chính sự, trong thời gian đầu trị vì của ông, quyền lực trong triều nằm trong tay Tào thái hậu. Mãi đến năm 1064, Anh Tông mới đích thân chấp chính. Trong thời gian này xảy ra tranh cãi về lễ nghị kéo dài tới 10 tháng, kết quả phụ thân ruột của Anh Tông được gọi là hoàng khảo. Tháng giêng năm 1067, Anh Tông qua đời. Ngôi hoàng đế được truyền cho hoàng tử trưởng là Dĩnh vương Triệu Húc, tức Tống Thần Tông.

## Thân thế và cuộc sống ban đầu
Tống Anh Tông là con trai thứ 13 của Bộc An Ý vương Triệu Doãn Nhượng, mẫu thân Tiên Du huyện quân Nhâm thị, một thứ thiếp của Bộc vương. Doãn Nhượng là con trai của Thương Cung Tĩnh vương Triệu Nguyên Phân và Thương vương là hoàng tử thứ tư của Tống Thái Tông Triệu Quang Nghĩa. Nguyên trước kia Tống Chân Tông không có con, từng nuôi Bộc vương làm con mình, dự phòng về sau này có người kế vị, nhưng về sau thì hoàng tử Triệu Trinh (tức Tống Nhân Tông) chào đời, Triệu Doãn Nhượng phải nhường lại vị trí trữ quân và được phong làm Bộc vương.
Triệu Tông Thực chào đời vào ngày 3 tháng 1 ÂL năm Minh Đạo nguyên niên (1032) dưới thời Tống Nhân Tông tại phủ Bộc vương nằm ở phường Tuyên Bình, Biện Kinh. Trước kia, Bộc vương có lần nằm mộng thấy hai con rồng sà vào chỗ mình. Khi Tông Thực chào đời, có ánh sáng màu đỏ chiếu khắp gian phòng, lại có người thấy rồng vàng trong phủ. Từ năm Tông Thực lên bốn tuổi thì được Tống Nhân Tông đưa vào nuôi ở đại nội. Năm 1039, khi Dự vương Triệu Phưởng ra đời thì ông bị buộc phải trở về phủ Bộc vương.
Tông Thực lại hiếu thuận và tôn sùng lễ nghĩa, thích đọc sách Nho. Năm Cảnh Hựu thứ ba (1036) thì ông được ban tên gọi là Tông Thực, nhận chức Tả giám môn Vệ soái phủ phó suất, sau là Hữu Vũ Lâm đại tướng quân rồi thứ sử Nghi châu. Năm 1050, được phong Hữu Vệ đại tướng quân, Nhạc châu đoàn luyện sứ.

## Làm trữ quân
Khi đó ba hoàng tử của Nhân Tông đều chết yểu, các phi tần còn lại chỉ sinh ra con gái, nên Nhân Tông không có người kế vị. Khoảng giữa những năm Gia Hựu (1057 - 1063), tể tướng Hàn Kỳ nhiều lần dâng sớ xin lập hoàng trữ, Nhân Tông đã có ý lập Tông Thực. Vào năm 1059, Bộc vương Doãn Nhượng qua đời, Tông Thực phải trở về phủ chịu tang. Năm 1062, ông được bổ nhiệm Tần châu phòng ngự sứ, Tri Tông chánh tự, nhưng lại bốn lần dâng biểu, lấy lý do phục tang mà từ chối. Khi ông hết tang, Nhân Tông hạ chiếu phong làm hoàng tử, ban tên là Thự, ông cáo bệnh mà từ chối. Nhân Tông triệu Phán Đại tông tự An Quốc công đến truyền chỉ, Thự vẫn không nhận. Người trong nhà là Mạnh Dương hỏi lý do, ông đáp
Không muốn nghĩ đến cái phúc trước mắt, chỉ muốn tránh tai vạ.
Mạnh Dương nói
Thiên tử mấy lần truyền chiếu cứ cố từ không nhận; một mai triều thần nghe tin mà nghi hoặc thì có còn giữ được cái gọi là phúc không?
Tông Thực hiểu ra, bèn cùng Tòng Cổ vào cung. Trước khi lên đường ông nhắn với gia nhân rằng
Trông nom cơ nghiệp, khi hoàng thượng có đích tự, ta sẽ quay về.
Sau đó, mỗi ngày ông lên triều một lần, có khi phải ở trong cung mấy hôm. Tháng 9 ÂL năm 1062, được dời Tề châu phòng ngự sứ, tước Cự Lộc quận công. Ngày 30 tháng 4 năm 1063, Nhân Tông lâm bệnh nặng, liền cho triệu hoàng hậu Tào thị đến. Khi đó Nhân Tông không thể nói được nữa; hoàng hậu triệu các thái y đến châm cứu và dâng thuốc nhưng đã không kịp. Đêm hôm đó, hoàng đế qua đời. Hoàng hậu sợ có biến, liền giữ các chìa khóa các cung ngay bên mình, đến sáng hôm sau triệu hoàng tử và các đại thần đến bàn việc lên ngôi. Hoàng tử thất sắc nói: Không dám theo, không dám theo. Hàn Kỳ cùng các đại thần ra sức thúc ép, đưa sẵn triều phục; triệu Vương Khuê đến thảo di chiếu rồi tuyên đọc ở điện Phúc Ninh.

## Làm hoàng đế

### Tào Thái hậu nhiếp chính
Ngày 2 tháng 5 năm 1063, hoàng tử tức vị hoàng đế, tức là Tống Anh Tông, ra triều với các quan tại Đông Doanh. Anh Tông muốn theo lệ cổ, để ba năm xem xét, cho Hàn Kỳ nhiếp trùng tể, nhưng các đại thần phần đông không nhất trí, đành thôi. Hạ chiếu tôn hoàng hậu làm Hoàng thái hậu. Anh Tông vừa lên ngôi chưa đầy nửa tháng thì lại bệnh nặng, vui buồn thất thường, có nhiều hành động kì lạ. Các quan đại thần cùng đến gặp Thái hậu, xin buông rèm nhiếp chính. Thái hậu tinh thông kinh sử, giải quyết công việc nhanh gọn, nên triều chính vẫn tương đối yên ổn. Tiến phong Hàn Kỳ làm Vệ quốc công, Tăng Công Lượng là Trung thư thị lang kiêm Thượng thư bộ Lễ... Phong hoàng tử Trọng Châm làm An châu quan sát sứ, Quang quốc công; Trọng Củ làm Nhạc An quận công; Trọng Khác là Đại Ninh quận công. Khi ấy bệnh tình của Anh Tông có phần thuyên giảm, Vương Khuê xin Thái hậu trả lại chính sự nhưng cuối cùng việc này không được tiến hành.
Anh Tông hạ chiếu lập Kinh Triệu quận quân Cao thị làm hoàng hậu. Hoàng hậu là cháu chắt của Thị trung Cao Quỳnh, có mẹ là em gái của Tào thái hậu. Năm hoàng hậu 4 tuổi cũng được đưa vào cung nuôi dưỡng cùng với Anh Tông; về sau được ban hôn. Đến đây thì chính vị hoàng hậu. Khi đó cựu tướng Phú Bật cũng hết tang, được bổ dụng Xu mật sứ. Tháng 10 năm đó phong hoàng tử Quang Quốc công Trọng Châm làm Tiết độ sứ Trung Vũ, Đồng trung thư môn hạ bình chương sự, tháng 6 năm sau cải là Dĩnh vương, cải tên là Triệu Húc. Mùa đông, táng Nhân Tông hoàng đế ở Vĩnh Chiêu lăng.Anh Tông kể từ sau khi lâm bệnh, tính khí vui buồn thất thường, thường đánh mắng tả hữu vì lỗi nhỏ khiến trong cung ca thán khắp nơi. Khi đó tên hoạn quan Nhậm Thủ Trung thừa cơ hội, tìm cách gièm pha ly gián hai cung. Lâu ngày thành ra mối hiềm khích khó mà hóa giải được. Một hôm Hoàng thái hậu đem việc này ra khóc với quần thần, Hàn Kì nói là do bệnh nên mới thế, sau này tất khác; trước kia Thái hậu thờ Nhân Tông, nhân đức bao trùm thiên hạ, lúc Ôn Thành hoàng hậu còn sống Thái hậu vẫn nhẫn nhục được; nay tình mẹ con sao chẳng thể bỏ qua, Thái hậu mới dần nguôi ngoai đi. Hôm đó Hàn Kì vào yết kiến Anh Tông. Anh Tông nói luôn
Thái hậu đối với trẫm chưa tận tâm.
Hàn Kì bảo rằng nếu phụ mẫu không hiền minh mà nhi tử vẫn tận hiếu thì mới có thể nên danh thiên cổ. Anh Tông dần tỉnh ngộ. Đầu năm 1064, Anh Tông đến Kinh diên nghe giảng sách, thị giảng Lưu Sưởng đọc đến đoạn Nghiêu nhường ngôi cho Thuấn thì chắp tay khen ngợi cái hiếu của Thuấn. Anh Tông hoàng đế cảm thấy phân chấn hơn; liền vào cung quỳ mà tạ lỗi với Thái hậu. Từ đó hai cung hòa giải với nhau, mối quan hệ trở lại êm đẹp.

### Sự kiện Bộc nghị
Lúc này bệnh tình của Anh Tông đã khỏi hẳn, Hàn Kỳ muốn thái hậu giao lại chính quyền nhưng không tiện nói ra, bèn giả cách xin nghỉ, bảo rằng hoàng đế đủ sức xét việc lại có thái hậu huấn chính thì làm gì cần tể thần nữa. Thái hậu hiểu ý, liền hạ chỉ hết buông rèm. Đó là vào tháng 5 ÂL năm 1064. Anh Tông thân chính, ra lệnh phong Hàn Kỳ làm Thượng thư Hữu bộc xạ, cho mệnh lệnh của thái hậu vẫn xưng là thánh chỉ, nghi vệ cho thái hậu như Chương Minh Hiến Túc thái hậu trước kia. Hàn Kỳ cho đuổi Nhậm Thủ Trung ra Kỳ châu.
Theo ý của Anh Tông, tể thần dâng biểu xin làm lễ truy tôn cho Bộc An Ý vương cùng Tiếu quốc phu nhân Vương thị, Tương quốc phu nhân Hàn thị, Tiêu du huyện quân Nhâm thị. Tri gián viện Tư Mã Quang nói xưa kia Hán Tuyên Đế không truy tôn Lệ thái tử, Hán Quang Vũ Đế không truy tôn Thần Lộc nam đốn quân, đó là lẽ muôn đời vậy. Còn việc xưng hô với Bộc vương như thế nào thì lại phải bàn tiếp. Do Ngụy quốc công Tông Ý không con, Bộc vương không có đích tôn, vì vậy triều đình cho con thứ của Bộc vương là Tông Phác nối chức Bộc quốc công. Giữa năm 1065, Vương Khuê lại dâng tấu nói Bộc vương là anh Nhân Tông thì cư xưng là Hoàng bá phụ là đủ. Lại có lời bàn nên xưng Hoàng bá khảo, Lã Công Trứ bảo ngày xưa Chân Tông đối với Thái Tổ cũng xưng là Hoàng bá khảo, Bộc vương thì sao sánh với Thái Tổ được. Âu Dương Tu dẫn Lễ nghi ra nói nếu về làm con nuôi người khác, thì đối với người sinh ra mình vẫn phải gọi là cha mẹ. Hán Tuyên Đế, Quang Vũ Đế cũng gọi cha là Hoàng khảo. Anh Tông đành cho gác chuyện lại đến khi có điển cố thích hợp mới bàn tiếp. Tư Mã Quang không chấp nhận. Ngự sử Lã Hối, Phạm Thuần Nhân, Lã Đại Phòng liên tục dâng sớ bàn luận, đều thuận theo Vương Khuê nhưng không được phúc đáp. Hàn Kỳ dâng sớ chờ tội, Âu Dương Tu và Tăng Công Lượng đều xin miễn chức, các bên tranh nghị không dứt, kéo dài gần 1 năm.
Mùa thu năm đó, người Hạ cho quân đánh phá Tần Phượng, Kinh Nguyên, quấy nhiễu dân chúng và giết nhiều súc vật. Tư Mã Quang dâng thư xin đem cứu. Đầu năm 1065, triều đình gửi chiếu trách cứ Hạ chủ Lượng Tộ (Hạ Huệ Tông). Vua Hạ không phụng chiếu và đổ tội cho các tướng lĩnh ở vùng biên, không lâu sau lại gây hấn. Lúc này Xu mật phó sứ Vương Trù đã chết, được ban Lễ bộ thượng thư, thụy Trung Giản. Triều đình dùng Phùng Kinh làm An phủ sứ Thiểm Tây lo chống giữ với người Hạ.
Đến tháng giêng ÂL năm 1066, Hoàng thái hậu xuống chiếu viết tay, cho rằng đối với Bộc An Ý vương có thể xưng hoàng, phu nhân là hậu, hoàng đế đối với họ xưng là thân nhưng không tôn thụy gì thêm. Anh Tông xuống chiếu từ tạ, một hồi sau mới nhận, tôn Bộc An Ý vương là Bộc An Ý hoàng, Tiếu quốc, Tương quốc và Tiên Du phu nhân xưng là hậu. Sau đó, Lã Hối thấy triều đình không nghe kiến nghị của mình nên dâng sớ chờ tội. Anh Tông cho trả sớ, Lã Hối nói Hàn Kỳ và Âu Dương Tu gây khó dễ cho mình. Cuối cùng Anh Tông theo lời hai vị phụ chính, đày Lã Hối đến Kỳ châu, Phạm Thuần Nhân đến An Châu, Lã Đại Phòng đến Ninh Huyện. Tư Mã Quang và Lã Công Trứ dâng sớ ngăn việc trục xuất ngôn quan, Anh Tông không nghe. Lã Công Trứ bèn xin ra ngoài, làm quan ở Thái châu. Từ đây, cuộc tranh luận mới chấm dứt.
Tháng 4 năm 1066, Anh Tông bổ nhiệm Tư Mã Quang biên soạn Thông chí, về sau gọi là Tư trị thông giám, gồm 289 quyển chép việc từ thời Chu Uy Liệt vương đến hết đời Hậu Chu. Tư trị thông giám trở thành tác phẩm lịch sử có giá trị vĩ đại của Trung Quốc.
Tháng 10 năm 1066, Hạ Nghị Tông dẫn quân xâm lược thành Đại Thuận và trại Nhu Viễn. Quân Tống chống trả quyết liệt, khiến Hạ chủ bại trận, trúng tên dẫn đến trọng thương, năm sau thì chết.

### Qua đời
Cuối năm 1066, Anh Tông xưng tôn hiệu Thể Càn Ứng Lịch Văn Vũ Thánh Hiếu hoàng đế. Lúc này bệnh cũ của ông tái phát, tể tướng Hàn Kỳ vào thăm và xin lập thái tử để yên lòng dân. Khi ấy Anh Tông bệnh không nói được, những mệnh lệnh đều phải tự tay lấy bút mà ghi. Khi các đại thần xin lập tự, Anh Tông gật đầu rồi miễn cưỡng viết tám chữ: Lập Đại vương làm Hoàng thái tử. Hàn Kỳ xin viết kĩ hơn, Anh Tông ghi thêm ba chữ Dĩnh vương Húc rồi cho phát đi. Hàn Kỳ truyền cho Trương Phương Bình đến điện Phúc Ninh thảo chiếu lập Thái tử. Khi đó Anh Tông chỉ còn đủ sức viết thêm chữ Húc rồi cho phát đi.
Ngày Đinh Tị, tháng 1 năm thứ tư Trị Bình, tức ngày 25 tháng 1 năm 1067, Anh Tông qua đời ở điện Phúc Ninh, hưởng dương 34 tuổi. Thái tử Triệu Húc lên kế vị, tức là Tống Thần Tông.

## Gia đình
- Cha: Bộc An Ý vương Triệu Duẫn Nhượng (濮安懿王 赵允让).
- Mẹ: Tiên Du huyện quân Nhậm thị (仙游县君 任氏).

### Hậu phi

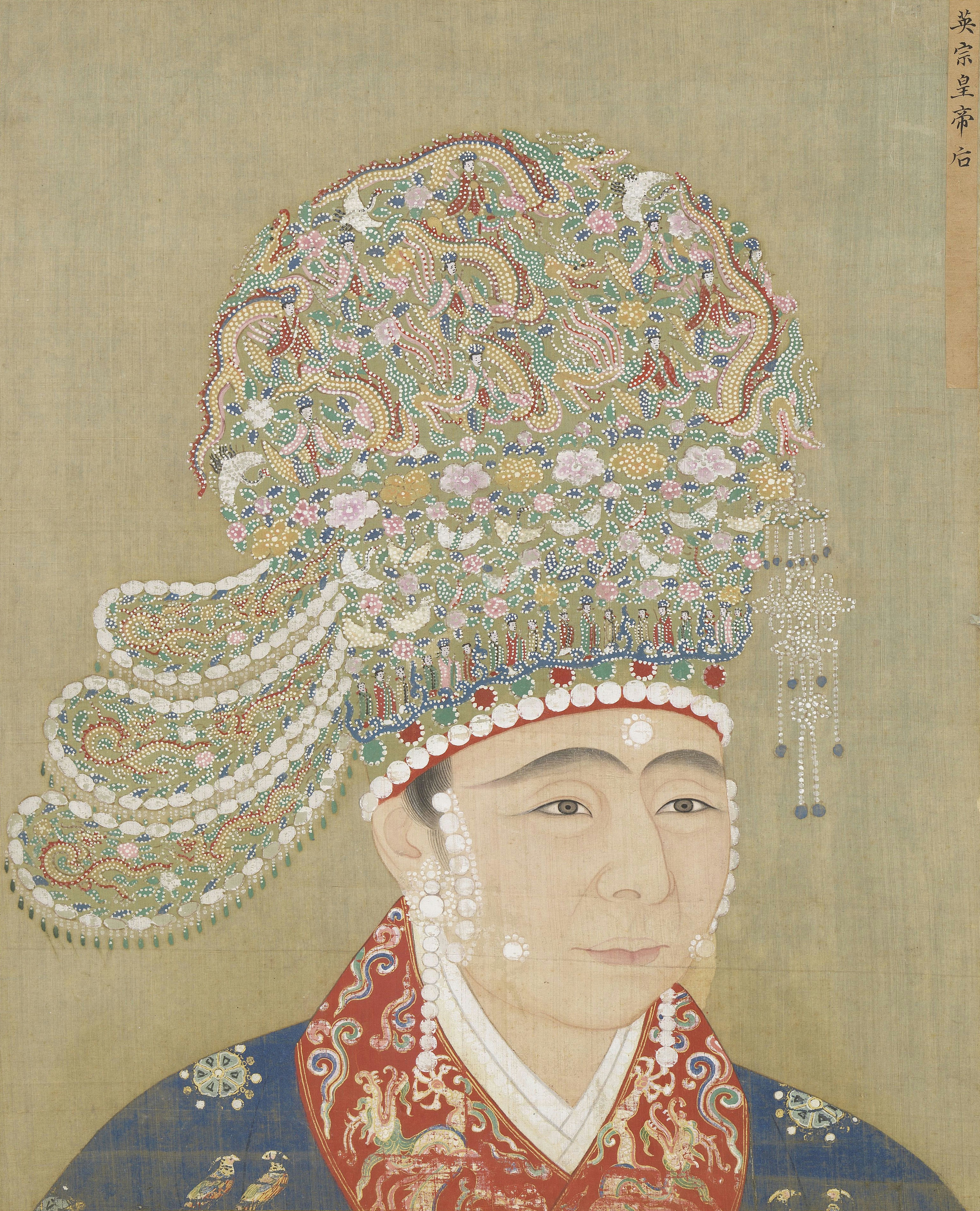
Tuyên Nhân Thánh Liệt Hoàng hậu Cao thị

- Tuyên Nhân Thánh Liệt hoàng hậu Cao Thao Thao (宣仁聖烈皇后高氏, 1032 - 1093), người Mông Thành, Bạch Châu.
- Bảo Chiêu nghi (鮑昭儀, ? - 1102), sơ phong Vĩnh Gia quận quân (永嘉郡君). Thần Tông tôn phong Tài nhân (才人), Triết Tông tôn làm Mỹ nhân (美人). Qua đời dưới thời Huy Tông, truy phong Chiêu nghi (昭儀).
- Trương Tu dung (張修容, 1053 - 1130), em họ của Ôn Thành hoàng hậu và là con gái của Trương Nghiêu Tá (张尧佐), sơ phong Bình Xương quận quân (平昌郡君). Triết Tông tôn phong Tài nhân (才人), Huy Tông tôn làm Tiệp dư (婕妤) rồi Tu dung (修容). Về sau cùng Triết Tông Mạnh Hoàng hậu chạy loạn và chết trong đám loạn binh.
- Trương Quý nghi (张贵仪, 1053? - 1111), sơ phong Nhân Thọ quận quân (仁寿郡君). Triết Tông tôn phong Tài nhân (才人), Huy Tông tôn làm Tiệp dư (婕妤) rồi Tu dung (修容). Qua đời vào niên hiệu Trọng Hoà dưới thời Huy Tông, được truy phong Quý nghi (贵仪).
- Dương Tiệp dư (杨才人), Triết Tông tôn phong Tài nhân (才人), Huy Tông tôn làm Tiệp dư (婕妤). Về sau không rõ.

### Hậu duệ

#### Hoàng tử
Tất cả Hoàng tử đều do Cao hoàng hậu sinh hạ:
1. Tống Thần Tông Triệu Húc (趙頊).
2. Ngô Vinh vương Triệu Hạo (吳榮王赵颢, 1050 - 1096), tên thật Triệu Trọng Củ (赵仲糺). Năm 13 tuổi sơ phong Hoà Châu Phòng ngự sứ (和州 防禦使), Lạc An Quận công (樂安郡公). Tháng 8 cùng năm (1063) thăng làm Kỳ Quốc công (祁國公), Minh Châu Quan sát sứ (明州 觀察使). Năm 1064, phong làm Đông Dương Quận vương (東陽郡王). Năm 1067, tấn thăng Xương vương (昌王) rồi cải thành Kỳ vương (岐王). Dưới thời Thần Tông, cải làm Ung vương (雍王). Triết Tông nối ngôi cải phong tiếp làm Dương vương (楊王), Từ vương (徐王) rồi Sở vương (楚王). Sau khi qua đời được truy phong Yên vương (燕王), thuỵ là Vinh (榮), sau Huy Tông mới cải thành Ngô vương (吳王).
3. Nhuận vương Triệu Nhan (润王赵颜), chết sớm, không đặt tên. Huy Tông truy phong Nhuận vương (润王), ban danh Triệu Nhan.
4. Ích Đoan Hiến vương Triệu Quần (益端献王赵頵, 1056 - 1088), tên thật Triệu Trọng Khác (赵仲恪), sơ phong Bác Châu Phòng ngự sử (博州 防禦使), Đại Ninh Quận công (大寧郡公) cùng với Ngô vương Triệu Hạo. Tháng 8 năm đó (1063), thăng làm Hộ Quốc công (鄠國公), Diệu Châu Quan sát sử (耀州 觀察使). Năm 1064, phong làm Lạc An Quận vương (樂安郡王), tháng 9 năm đó cải làm Cao Mật Quận vương (高密郡王). Dưới thời Thần Tông, phong Gia vương (嘉王) rồi Tào vương (曹王). Triết Tông cải phong Kinh vương (荊王). Sau khi qua dời được truy phong Nguỵ vương (魏王), thuỵ là Đoan Hiến (端獻), sau Huy Tông mới cải thành Ích vương (益王).

#### Hoàng nữ
1. Ngụy quốc Sở quốc Đại trưởng công chúa (魏国楚国大长公主, ? - 1085), mẹ không rõ. Năm Gia Hữu thứ 8 (1063), Anh Tông tức vị phong Đức Ninh công chúa (德寧公主). 3 năm sau cải thành Từ quốc công chúa (徐国公主), lấy Tả vệ tướng quân Vương Sư Ước (王師約). Năm 1067, Thần Tông sắc phong Trần quốc Trưởng công chúa (陈大长公主). Năm 1085, công chúa tạ thế, truy phong Yên quốc Đại trưởng công chúa (燕国大长公主), thuỵ là Huệ Hoà (惠和). Triết Tông truy phong Tần quốc Đại trưởng công chúa (秦国大长公主), Huy Tông truy phong Ngụy quốc Sở quốc Đại trưởng công chúa (魏国楚国大长公主), cải thuỵ Huệ Hoà Đại trưởng đế cơ (惠和大长帝姬).
2. Ngụy quốc Đại trưởng công chúa (魏国大长公主, 1051 - 1080), chị song sinh với Thọ Khang công chúa, năm Gia Hữu thứ 8 phong Bảo An công chúa (寶安公主). Thần Tông sắc phong Thư quốc Trưởng công chúa (舒國长公主), sau cải Thục quốc Trưởng công chúa (蜀國长公主), lấy Tả vệ tướng quân Vương Sân (王诜), có một con trai là Vương Ngạn Bật (王彦弼). Công chúa qua đời khi mới 29 tuổi, truy phong Việt quốc Trưởng công chúa (越国长公主), thuỵ là Hiền Huệ (贤惠), lần lượt cải phong Tần quốc (秦国), Kinh quốc (荆国), Nguỵ quốc Đại trưởng công chúa (魏国大长公主). Thuỵ hiệu chính thức Hiền Huệ Đại trưởng đế cơ (贤惠大长帝姬).
3. Hàn quốc Ngụy quốc Đại trưởng công chúa (韓國魏國大長公主, 1051 - 1123), em song sinh với Bảo An công chúa, phong Thọ Khang công chúa (壽康公主), cải thành Kỳ quốc công chúa (祁国公主) rồi Vệ quốc công chúa (卫国公主), lấy Trương Đôn Lễ (张敦礼). Lần lượt được sách phong Tần quốc (秦国), Việt quốc (越国), Sở quốc Đại trưởng công chúa (楚国大长公主), sau gia phong thêm Hàn quốc Ngụy quốc Đại trưởng công chúa (韓國魏國大長公主). Năm 1113, tấn tôn Hiền Đức Ý Hạnh Đại trưởng đế cơ (贤德懿行大长帝姬).
4. Thư quốc Đại trưởng công chúa (舒國大長公主), không rõ sinh mất, không rõ mẹ. Nguyên là Đức An quận chúa (德安郡主), lấy Hứa Giác (許珏), người Triều Châu, phong Đức An công chúa (德安公主), có hai con trai. Huy Tông truy phong Thư quốc Đại trưởng công chúa (舒國大長公主).